# Mira Schendel
Pour les articles homonymes, voir Schendel.
Mira Schendel, née le 7 juin 1919 à Zurich (Suisse) et décédée le 24 juillet 1988 à São Paulo (Brésil), est une plasticienne et poétesse brésilienne.

## Biographie
Née à Zurich en Suisse en 1919 de confession juive, fille d'un père juif tchèque germanophone et d'une mère italienne chrétienne, Mira Schendel passe son enfance et son adolescence à Milan. Elle est convertie au catholicisme. Pendant quelques années, elle doit fuir le nazisme. Après la Seconde Guerre mondiale, comme nombre d'artistes, elle émigre au Brésil, en 1949,.
En 1951, elle participe à la Biennale de São Paulo,. Elle est exposée également en 1968 à la Biennale de Venise. Sa peinture, presque monochrome, peut faire penser à celle de Lucio Fontana.

## Expositions
Mira Schendel, Tate Modern, Londres, 23 septembre 2013 - 19 janvier 2014.